# Torbjörn Jonsson
Torbjörn Jonsson (født 6. maj 1936 i Ljusne, Sverige, 16. oktober 2018) var en svensk fodboldspiller (midtbane).
Jonsson startede sin karriere i hjemlandet hos IFK Norrköping og vandt tre svenske mesterskaber og én pokaltitel med klubben. Herefter skiftede han til Real Betis i Spanien, og tilbragte også syv år i Italien hos blandt andet Fiorentina og AS Roma..
I 1960 vandt Jonsson Guldbollen, titlen som årets spiller i svensk fodbold.
Jonsson spillede desuden 33 kampe og scorede 11 mål for Sveriges landshold.

## Titler
Svensk mesterskab
- 1956, 1957 og 1960 med IFK Norrköping

Svenska Cupen
- 1969 med IFK Norrköping